# Abdul Rahim Wardak
Abdul Rahim Wardak (ur. 1940 lub 1944 w prowincji Wardak) – afgański polityk.

## Życiorys
Uczęszczał do Habibia High School w Kabulu, a po ukończeniu wstąpił na Cadet University. Ukończył także studia w Stanach Zjednoczonych Akademii Ali Nasera w Kairze, pracował jako wykładowca na Uniwersytecie Kadetów i Asystent Protokołu w Ministerstwie Obrony.
Następnie służył w armii Afgańskich mudżahedinów, jako oficer asystent w Mahaz-i-Milli. Został członkiem komitetu wojskowego. Następnie został członkiem Narodowego Frontu Islamskiego.
W 1989 został ranny w wyniku ostrzału rakietą Scud i był leczony w Stanach Zjednoczonych.
Po upadku reżimu Najibullaha w 1992, Wardak został członkiem Komitetu ds. Bezpieczeństwa w Kabulu. Był członkiem Komisji Edukacji, Komisji Armii Krajowej, zastępcą ministra obrony narodowej.
Od 3 grudnia 2004 sprawował funkcję ministra obrony.